# 東豊県
東豊県（とうほう-けん）は中華人民共和国吉林省遼源市に位置する県。

## 歴史
1902年（光緒28年）、清朝により設置された東平県を前身とする。中華民国が成立すると、1914年（民国3年）1月、山東省に同名の東平県が存在したことより東豊県と改称された。

## 行政区画
3街道、12鎮、1郷、1民族郷を管轄：
- 街道弁事処：吉鹿街道、祥鹿街道、福鹿街道
- 鎮：東豊鎮、大陽鎮、橫道河鎮、那丹伯鎮、猴石鎮、楊木林鎮、小四平鎮、黄河鎮、拉拉河鎮、沙河鎮、南屯基鎮、大興鎮
- 郷：二龍山郷
- 民族郷：三合満族朝鮮族郷

## 交通

### 鉄道
- 中国国家鉄路集団
  - 四梅線
    - 東豊駅

### 道路
- 高速道路
  -  集双高速道路（中国語版）
  -  瀋吉高速道路
  -  営東高速道路（中国語版）
- 国道
  -  G303国道